# Sholinghur
Sholinghur är en ort i Indien.   Den ligger i distriktet Vellore och delstaten Tamil Nadu, i den södra delen av landet, 1 700 km söder om huvudstaden New Delhi. Sholinghur ligger 157 meter över havet och antalet invånare är 28 645.
Terrängen runt Sholinghur är huvudsakligen platt, men åt nordväst är den kuperad. Runt Sholinghur är det tätbefolkat, med 570 invånare per kvadratkilometer. Det finns inga andra samhällen i närheten. Omgivningarna runt Sholinghur är en mosaik av jordbruksmark och naturlig växtlighet.